# Domus del Protiro
La Domus del Protiro (V,II,4-5) è una domus romana che si trovava nella regio V della città romana di Ostia.

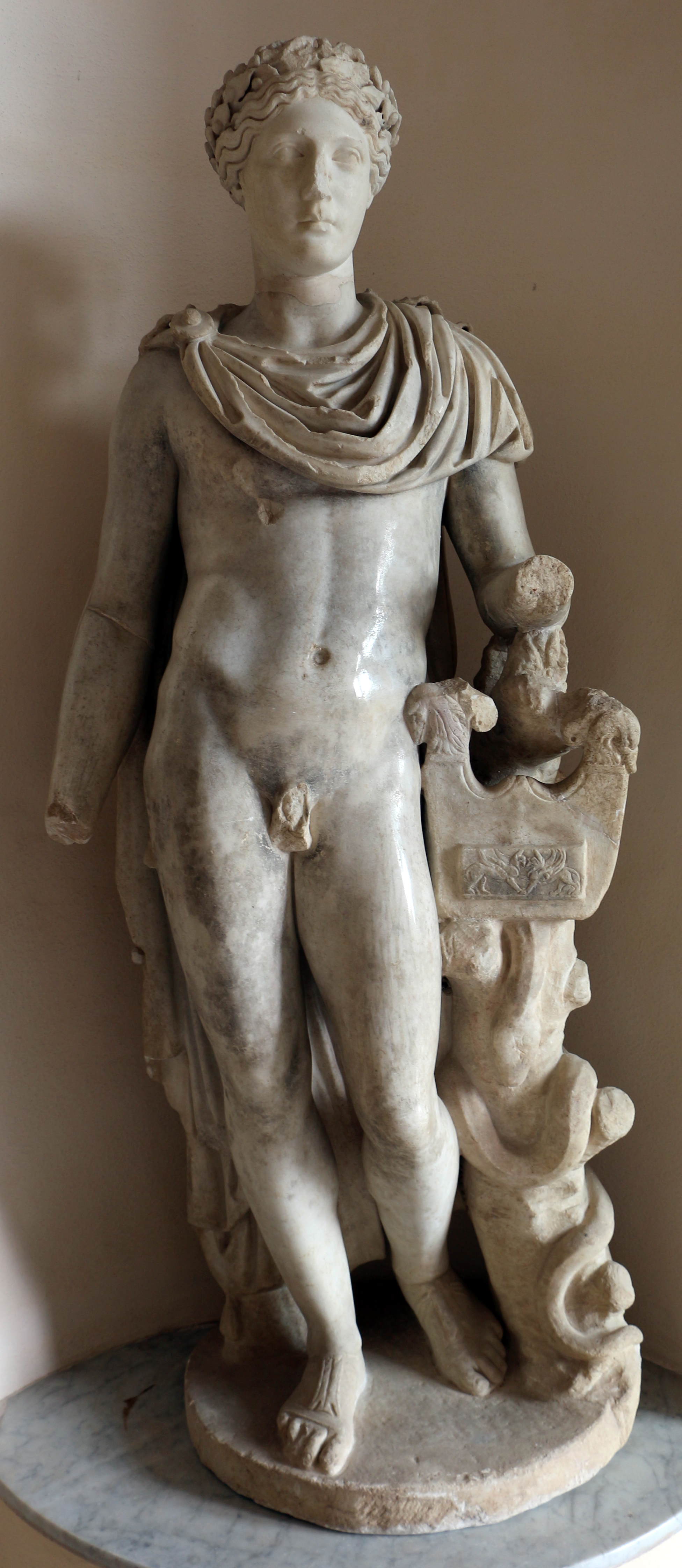
Statua di Apollo

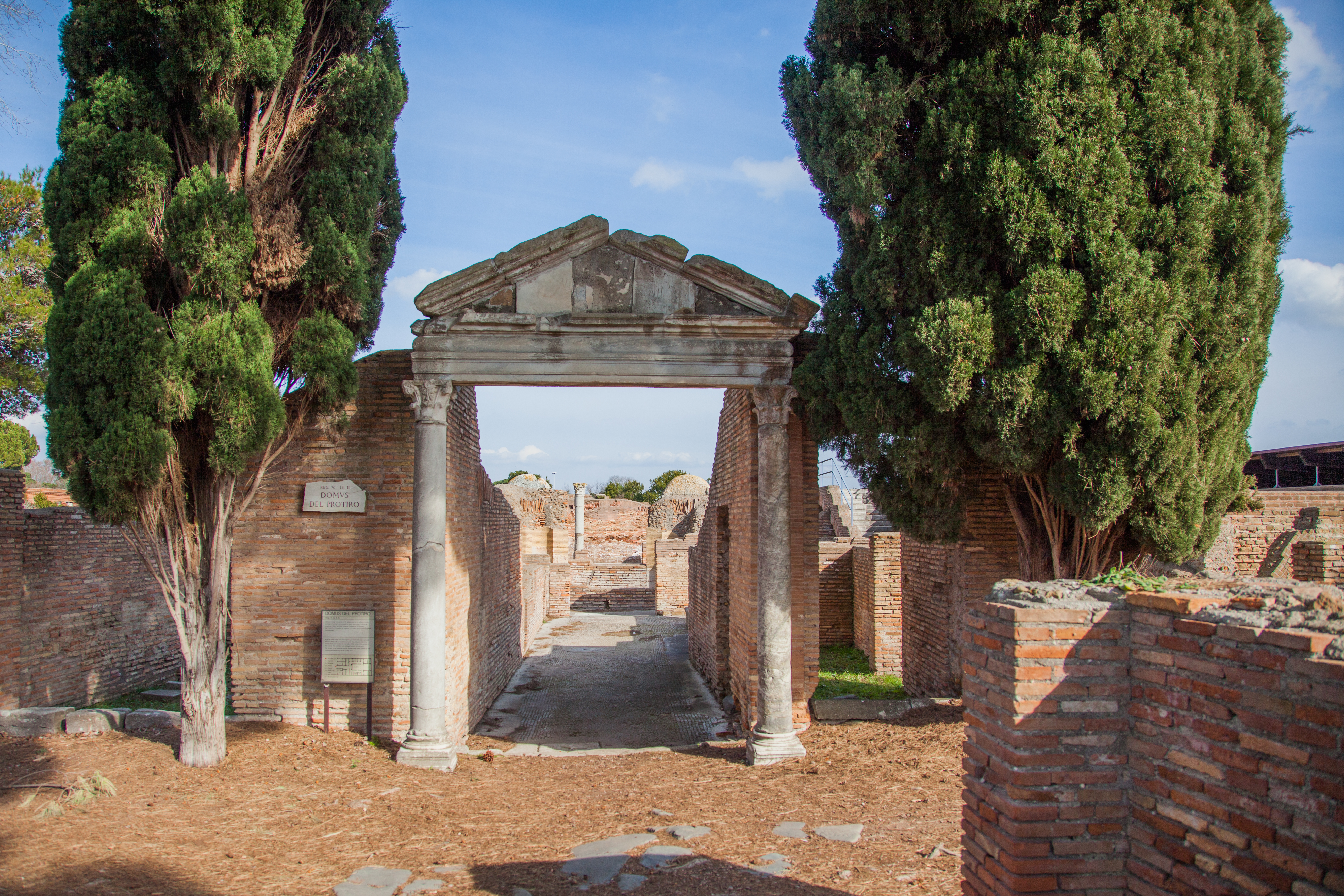
Il protiro

## Descrizione
Questa domus, che prende il nome dal Protiro, l'ingresso porticato su via Semita dei Cippi ad ovest, si trova ad est rispetto al foro, ed è compresa tra le Terme del Filosofo (V,II,6-7) e un caseggiato (V,II,10) nord, il caseggiato del Pozzo (V,II,13) ed altri caseggiati (V,II,12) e (V,II,3) a sud est.
Si tratta di una ricca casa aristocratica, costruita nel III secolo d.C., che prende il nome dal piccolo portico a protezione dell'ingresso, il protiro, dov'era inciso il nome dei proprietari, poi cancellato; su entrambi i lati, accanto all'ingresso, delle taberne, con ingresso indipendente sulla via. L'ampia domus era caratterizzata da un cortile interno al centro del quale c'era una vasca, mentre sul lato rivolto ad ovest, c'era un doppio ninfeo marmoreo, rivolto a ovest e a est.
Sotto il cortile e il portico 30 c'è un interessante complesso sotterraneo. È raggiungibile tramite una scalinata nel portico 30. Di fronte al piede della scalinata c'è una nicchia semicircolare. A sinistra c'è una stanza con una nicchia rettangolare a un'estremità e un podio coperto da una lastra di marmo all'altra. Le nicchie suggeriscono che questa fosse una stanza di culto piuttosto che una cantina.
La Domus aveva sia ampie sale di rappresentanza, che stanze private destinate all'uso dei proprietari, mentre la servitù, probabilmente, aveva i propri ambienti al piano superiore. In questa domus sono stati ritrovati, tra gli altri reperti, una statua di Venere, statue di Diana e Apollo e una statua di un Genio con serpente e cornucopia.